# Killer List of Videogames
Killer List of Videogames (KLOV) är en webbplats för att katalogisera arkadspel, både i det förgångna och i dag. Webbplatsen startade 1991 som en liten textlista.